# Tailem Bend
Tailem Bend ist eine Kleinstadt im Südosten des australischen Bundesstaates South Australia. Bei der Volkszählung 2016 wurden 1.410 Einwohner gezählt.
Die Stadt liegt ca. 100 km südöstlich von Adelaide am linken Steilufer (Ostufer) des Murray River kurz vor dessen Mündung in den Lake Alexandrina. Die Gegend lebt von der Landwirtschaft, insbesondere der Schweine- und Rinderzucht und dem Getreideanbau. In Tailem Bend liegt das Hauptbüro des Coorong District Council. Die anderen beiden, kleineren Büros sind in Meningie und Tintinara.

## Geschichte
Der Name leitet sich von dem Namen Tailem her, mit dem die Aborigines diese Gegend bezeichneten. Das Wort bedeutet „Flussbiegung“ (engl.: bend) und bezieht sich auf die Biegung des Murray River. 'Tailem Bend' ist also ein Pleonasmus.
1887, nur ein Jahr nach dem Bau der Eisenbahnstrecke, wurde der Siedlung das Stadtrecht verliehen.

## Verkehr
Tailem Bend ist eine Eisenbahn- und Straßenknotenpunkt zwischen Adelaide und Melbourne.

### Eisenbahnen
An der Einmündung der Seitenlinien aus den Murray Mallee in die Hauptlinie liegen große Getreidesilos und Lagerhäuser. Die beiden verbliebenen Seitenlinien führen über Karoonda, wo früher mehrere Seitenlinien endeten, nach Pinnaroo und Loxton. Diese beiden Eisenbahnlinien – ursprünglich Breitspur – wurden auf Normalspur umgestellt und direkt an die Hauptlinie, die auch von Breitspur auf Normalspur umgestellt wurde, angeschlossen, bleiben aber Nebenbahnen, die nur mit sehr geringen Geschwindigkeiten befahren werden können.
Sie werden nur für den Transport von Getreideschüttgut genutzt, da die zulässigen Fahrgeschwindigkeiten für zeitkritische Güter zu gering sind. Die Strecke nach Pinnaroo führt (allerdings immer noch in Breitspur) weiter nach Ouyen, wo sie auf die Strecke von Mildura nach Melbourne trifft.

### Straßen
Nördlich der Stadt endet der South Eastern Freeway aus Richtung Adelaide. Im Südosten von Tailem Bend zweigen vom Princes Highway der Mallee Highway Richtung Sydney und der Dukes Highway Richtung Melbourne ab, während der Princes Highway selbst entlang dem Coorong ebenfalls Richtung Melbourne führt.
In Tailem Bend halten viele Lastwagenfahrer an, die von Adelaide kommen oder dorthin fahren wollen, da es zwischen den beiden Städten keine Raststätten und Tankmöglichkeiten für Lastwagen mehr gibt.

### Fähre
Die Tailem Bend Ferry, eine Seilfähre, schafft die Verbindung über den Murray River nach Jervois.

## Persönlichkeiten
- Brooke Krueger-Billett (* 9. Juli 1980 in Tailem Bend), Hammerwerferin